# Jaxxi (EP)
Jaxxi es el primer EP de la cantante y youtuber congoleña Lenay, publicado el 15 de enero de 2021 distribuido por AWAL.

## Antecedentes
El primer sencillo del álbum fue anunciado por la cantante Lenay en 2019, llamado "Déja vu" y ella iba a abrir una nueva etapa bajo el nuevo seudónimo Wiinter; cuando salió el sencillo tuvo una buena recepción del público y contó con más de 400 mil vistas y miles de streams en Spotify.
Luego de que en 2020 salieron sus dos siguientes sencillos "Nights" y "There was a party", en 2021 Wiinter cambia su nombre a Jaxxi y saca el álbum homónimo; pero en julio del mismo año pone toda su música a su propio nombre, Lenay.

## Lista de canciones
| N.º   | Título              | Escritor(es)                                                       | Duración |  |
| 1.    | «deja vu»           | Justin Breit, Justin Slaven, Lenay Chantelle Olsen                 | 3:20     |  |
| 2.    | «there was a party» | Connor McDonaugh, Riley McDonaugh, Lenay Chantelle Olsen           | 3:06     |  |
| 3.    | «nights»            | Jimmy Gunnarsson, Lenay Chantelle Olsen                            | 2:53     |  |
| 4.    | «fireproof»         | Caitlin Cole, Katherine Moore, Danny Mercer, Lenay Chantelle Olsen | 4:07     |  |
| 5.    | «vhs»               | Miro Mackie, Lenay Chantelle Olsen                                 | 3:24     |  |
| 16:53 |                     |                                                                    |          |  |